# Il seme e la speranza
Il seme e la speranza è un album della band rock italiana dei Gang, pubblicato nel 2006 dalla Lifegate Music.

## Tracce
1. È terra nostra
2. Lacrime del sole
3. A Maria
4. 4 maggio 1944 - In memoria - Le voci della terra: Altamante Logli
5. A la molina no voy màs
6. Comandante
7. Chico Mendes - Le voci della terra: Gastone Pietrucci
8. Saluteremo il signor padrone - Le voci della terra: Maria Cervi
9. La pianura dei sette fratelli
10. La canzone dell'emigrante
11. This land is your land
12. Il lavoro per il pane

## Componenti
- Marino Severini - voce, chitarra
- Sandro Severini - chitarra elettrica
- Francesco Caporaletti - basso
- Paolo Mozzicafreddo - batteria
- Marco Tentelli - tastiere

Altri musicisti
- Pippo Guarnera - hammond, pianoforte
- Anga Piemage Persico - violino
- Paolo Montanari - fisarmonica
- Angelo Casagrande - violoncello
- Alice Fabretti - cori
- Adriano Taborro - mandolino
- Roberto Picchio - fisarmonica in Canzone dell'emigrante
- Ismael Ziede Burboa (Almanacer) - voce e cori in A la molina no voy màs
- Max Marmiroli - sassofoni
- Sergio Berardo dei Lou Dalfin - ghironda in Il lavoro per il pane
- Eugenio Merico - ritmica
- Andrea Cavalieri - contrabbasso
- Paolo Enrico Archetti Maestri degli Yo Yo Mundi - chitarra elettrica
- Fabio Martino - piano Rhodes
- Graziano Romani, Michele Anelli, Alice Fabretti, Francesco Grillenzoni, Cisco, Andrea Parodi, Maurizio Zannato, Marco Mezzetti, Paolo Enrico Archetti Maestri, Gianluca Spirito, Lorenzo Semprini - voci in This land is your land
- Luca Mirti - voce e armonica in This land is your land
- Coro delle Mondine di Novi - cori in La pianura dei sette fratelli
- Maria Cervi, Altamante Logli, Gastone Pietrucci - le voci della terra
- Michele Panariello - voce del bambino in Comandante